# Миафизитство
Миафизитство (од стгрч.  — „једина” + φύσις — „природа, бит”) назив је христолошке доктрине који се користи у савременој богословској литератури, утврђујући јединство природе Богочовјека Исуса Христа без мијешања и раздвајања у Њему божанске и људске природе.

## Суштина доктрине
Богослови, који признају Халкидонски сабор, миафизитством називају „умјерено монофизитство”, за разлику од „крајњег монофизитства” (евтихијанства), по коме је сједињење двије природе у Христу током Његовог оваплоћења довело до апсорпције људске бити божанском или до образовања неке треће суштине, а не која није ни Бог ни човјек. Тренутно ниједна црква не слиједи крајњу монофизитску христологију.
Основна разлика између миафизитства и евтихијанства је у томе што се разматра признање прве Христове јединосуштности људима по човјечности. Истовремено, миафизити сматрају Христа, иако истинитим, али не потпуно идентичним људима по природи, али ограниченим у пољу Божанског, Његова човјечност је „пасивни објекат божанског утицаја”.
Миафизити поричу стапање Божанства и човјечанства у Христу, али поистовјећујући израз „природа” са изразом „лице” или „ипостас”, тако да је формула „једна природа” њихов начин изражавања јединства Христа. Они наглашавају пуноћу човјечности Исуса Христа, али одбијају да признају статус „природе”. Миафизити вјерују да у Христу постоји само једна „воља” и једно „дејство”, односно „једно богоугодно дјеловање”.
Миафизитство је традиционално за данашње Древноисточне (нехалкидонске) православне (оријенталне) цркве. Ове цркве прихватају само три васељенска сабора, одбацујући Халкидонски (четврти васељенски) сабор. У ове цркве убрајају се Јерменска апостолска, Коптска, Етиопска, Сиријска, Маланкарска, Маланбарска и Еритрејска црква. Ове цркве у православној и католичкој литератури се често називају монофизитским, али саме цркве одбацују израз „монофизитство” везан за њихово учење. По њима се израз „монофизитство” искључиво односи на евтихијанство и анатемисаног Евтихија. Представници ових цркава своју доктрину радије називају „миафизитством”. Они себе сматрају насљедницима древне богословске традиције, још од Кирила Александријског са изразом који користе „једина (једна) природа оваплоћеног Бога Ријечи” (грч. μία φύσις τοῦ θεοῦ Λόγου σεσαρκωμένη). Признао је да је могуће говорити о двије природе Христа послије оваплоћења, осудио Аполинарија Лаодикијског и признао пуноћу људске природе у Христу.
Миафизити своју христологију заснивају на богословији како Кирила Александријског, тако и његовог претходника, Атанасија Великог. Доктрину миафизитства образовал ису почетком 6. вијека учитељи Севир Антиохијски и Филоксен Мабушки.

## Формула „једина (једна) природа оваплоћеног Бога Ријечи”
У руској православној књижевности формула Кирила Александријског „μία φύσις τοῦ θεοῦ Λόγου σεσαρκωμένη” обично се преводи као с грчког као калк: „једина природа Бога Ријечи оваплоћеног” или „једна природа Бога Ријечи оваплоћеног”. У миафизитској богословској литератури на руске и друге језике, ова формула се преводи као „Једина природа оваплоћене Ријечи Бога (Божије)” или „Једна природа оваплоћеног Бога Ријечи”.
Непосредни извор формуле „једина природа” за Кирила Александријског била је расправа „Ријеч о оваплоћењу”, првобитно приписана Атанасију Александријском (не мијешати са главном дијелом „Ријеч о оваплоћењу Бога-Ријечи и о Његовом доласку к нама у тијелу”, познатом и као Атанасије). Поред Кирила, ауторством Атанасије касније су признали и византијски богослови као што су Евлогије Александријски, Анастасије Синајски и Јован Дамаскин. У исто вријеме, Леонтије Византијски је расправу приписао Аполинарију Лаодикијском. Антимонофизитски полемичари 6—7. вијека дали су детаљне и темељне аргументе у прилогу припадности „Ријечи о оваплоћењу” не Атанасију, него Аполинарију. Крајем 19. вијека научници су потврдили закључак древних богослова и учинили га власништвом савремене црквено-историјске науке. Трактат представља исповједање вјере (или извод из ње), који је Аполинарије поднио римским цару Јовијану 363. године. Неки богослови Древноисточних православних цркава овај закључак прихватају са резервом као „вјероватан”. Код Аполинарија је формула „једина природа” укључена као један од елемената у христолошком моделу који је развио, у оквиру којег при Оваплоћењу Бог Син сагледава људску природу на тај начин да је људски ум у њему замијењен самим Логосом. Нема сумње да су и трактат који је послужио као извор формуле и Кирилов богословски систем били ослобођени ових специфичности аполинаријске христологије, иако је Кирилова употреба формуле „једина природа” послужила као повод за представнике Антиохијске богословске школе да оптуже Кирила за аполинаријанство. Истовремено, значење и мјесто ове формуле у богословском систему самог Кирила и корелација његовог богословља с богословљем како присталица, тако и противника Халкидонског сабора остао једно од најдискутованијих питања у савремено патрологији.
Према Лоис Фараж, професору историје Древне цркве и монахињи Коптске цркве, миафизитство, по формули Кирила Александријског, значи да се послије Овалплоћења не може говорити о двије природе, већ о једној природи Христа, Бога-Ријечи, оваплоћеној.

## Дијалог православних и древноисточних православних цркава
У данском граду Орхусу је 1964. започет дијалог између богослова православних цркава и древноисточних православних цркава.
У Православном центру Цариградске патријаршије у Шамбези у Женеви од 23. до 28. септембра 1990. одржано је треће засједање Мјешовите комисије за богословски дијалог између Православне цркве и Древноисточних цркава, с циљем успостављања евхаристијског општења између цркава. На засједању је састављен нацрт „друге усаглашене изјаве” и препоруке црквама.
Посљедњи сусрет у оквиру богословског дијалога између Православне цркве и дохалкидонских цркава одржан је 1993. у Шамбези. Према резултатима сусрета развијени су „Приједлози за уклањање анатема”. Овај сусрет и документи који су услиједили изазвао је низ оптужби (у Русији, Светој Гори и Србији) на адресу јерархије православних цркава у праћењу „екуменистичке јереси”. Те документе није одобрио Архијерејски сабор Руске православне цркве 1997. и на јубиларном Архиерејском сабору РПЦ 2000. године.
Вадим Лурје је 1999. у сарадњи са протођакном Андрејем Кураевим објавио отворено писмо предсједавајућем богословске комисије РПЦ митрополиту минском Филарету у вези са могућом унијом Православне цркве са дохалкидонским миафизитским цркавама, критикујући документе објављене током састанка у Шабмезу 1993. године.
Дијалог је настављен до данас. Архиепископ верејски Евгеније је 2012. рекао да су и у древно и у савремено добра православни и јерменски богослови водили преговоре о обједињењу, али пошто су представници Јерменске цркве увијек одбијали да признају Халкидонски сабор, преговору су остали безуспјешни.